# Kempiola longipes
Kempiola longipes är en insektsart som först beskrevs av Lucien Chopard 1924.  Kempiola longipes ingår i släktet Kempiola och familjen syrsor. Inga underarter finns listade i Catalogue of Life.